# Hans Habes
Henricus Gerardus Antonius Maria (Hans) Habes (Soest, 14 juni 1930 – Lobith, 12 november 1984) was een Nederlands politicus van de KVP en later het CDA.
Hij heeft de hbs gedaan en was van van 1953 tot 1974 industrieel verpakkingsadviseur bij Strabo in Den Dolder. Daarnaast was hij vanaf 1970 wethouder in Tubbergen. In november 1974 werd Habes benoemd tot burgemeester van Herwen en Aerdt. Bij een verkeersongeluk in zijn gemeente kwam hij eind 1984 op 54-jarige leeftijd om het leven. Anderhalve maand later ging Herwen en Aerdt op in de nieuwe gemeente Rijnwaarden. In Tolkamer is de Burgemeester Habes-sporthal naar hem vernoemd.